# Jirō Asada
Jirō Asada (浅田 次郎, Asada Jirō, né le 13 décembre 1951 à Tokyo) est le nom de plume de l'écrivain japonais Kojirō Iwato (岩戸 康次郎, Iwato Kojirō).

## Biographie
Jirō Asada naît à Tokyo le 13 décembre 1951. Après l'obtention de son diplôme au lycée de l'arrondissement de Suginami rattaché à l'université Chuo, il s'enrôle dans les forces terrestres d'autodéfense japonaise, inspiré par Yukio Mishima, bien qu'il s'en défende dans un premier temps. Il change d'emploi plusieurs fois, tout en s'efforçant de trouver des possibilités d'écriture, et soumet ses œuvres à des concours littéraires.
Ses romans décrivent souvent le monde des yakuza ce qui laisse à penser qu'ils sont autobiographiques - Asada a admis qu'il était une fois en contact avec un gang, en particulier avec une personne responsable de la levée de fonds pour le crime organisé. Asada a été impliqué dans un Nezumi kou (fraude à la vente pyramidale). Il a cependant nié avoir jamais été membre d'une véritable organisation de criminels. Il fut un temps où il vivait sur l'argent gagné à partir des jeux de hasard, et a ainsi écrit de nombreux essais relatifs aux courses de chevaux.
En 1991, Jirō Asada acquiert une certaine notoriété avec son roman Torarete tamaruka! (とられてたまるか!). Ce roman est le premier ouvrage qui lui permet de franchir une sélection préliminaire d'un prix littéraire pour nouveaux écrivains et son nom de plume provient d'un protagoniste de ce roman. En raison de la nature picaresque de ses premières œuvres, Jirō Asada a souvent été décrit comme un écrivain picaresque. Cependant, après avoir remporté le prix Eiji Yoshikawa des nouveaux auteurs pour Metro ni notte (地下鉄に乗って) en 1995 (et adapté au cinéma en 2006), son style et sa gamme d'écriture se modifient et s'élargissent de façon spectaculaire. Son roman historique Le Firmament des Pléiades (Soukyuu no subaru, 蒼穹の昴), qui décrit de façon marquante les dernières décennies de la dynastie Qing, est en lice pour l'édition 1996 du prix Naoki.
Poppoya (鉄道員) (Le Cheminot) se voit décerner le prix Naoki 1997.
Il est considéré comme un auteur qui continue le style traditionnel de fiction populaire au Japon.

## Style
Jirō Asada prétend qu'un de ses ancêtres était un samourai de l'ancien shogunat Tokugawa (selon le Yomiuri shinbun 16 octobre 1996). Il écrit Mibu Gishi Den (壬生義士伝) basé sur l'histoire du Shinsen gumi (新撰組), qui sera transposé au cinéma sous le même titre (When the Last Sword Is Drawn) par Yōjirō Takita en 2003. Il écrit également Ohara meshi mase (お腹召しませ).
Il se décrit lui-même comme Shousetu no taishuu shokudou (小説の大衆食堂), ce qui signifie qu'il est un « restaurant public pas cher » qui peut offrir n'importe quel sujet que le public veut. Il dit aussi que l'écriture est le meilleur passe-temps pour lui, par conséquent, il a écrit plus de 70 ouvrages durant ses 14 années d'activité de romancier, et est toujours désireux de publier de nouveaux romans. En ce qui concerne ses romans modernes, Asada est surnommé Heisei pas Nakase ya (平成の泣かせ 屋) ce qui signifie qu'il est bon pour faire venir les larmes aux yeux des lecteurs.
Jirō Asada reconnaît qu'il est un gros fumeur, et affirme les droits du fumeur dans un essai, Yuuki rin-rin ruri no iro (勇気凛凛ルリの色). Il a par ailleurs toute forme de jeu de hasard pour passe-temps, en plus des courses de chevaux, comme mentionné ci-dessus, et a donc publié des essais liés au jeu comme Oh my Gah! (オー・マイ・ガアッ!) et Casino! (カッシーノ!).

## Œuvres traduites en français
- 1996 : Le Roman de la Cité interdite (蒼穹の昴) (2 tomes), roman traduit du japonais par Corinne Atlan, Picquier, 1999-2002 ; Picquier poche, 2008.
- 1997 : Le Cheminot (鉄道員), suivi de La Lettre d'amour (ラブ・レター), deux nouvelles traduites du japonais par Yukiko et Didier Chiche-Triller, Picquier, 2000 ; Picquier poche, 2002. Réédition sous le titre Yukiko, Picquier poche, 2021.
- 2017: L'Ombre d'une vie (おもかげ), roman traduit du japonais par Jacques Lalloz, Picquier, 2020.

## Prix et récompenses
- 1995 - 16e prix Yoshikawa Eiji des nouveaux auteurs pour Metro ni notte (地下鉄に乗って).
- 1997 - 16e prix spécial de l'association pour la fiction d'aventure japonaise pour Poppoya (鉄道員) (Le Cheminot)
- 1997 - 117e prix Naoki pour Poppoya (鉄道員) (Le Cheminot)
- 2000 - Prix Shibata Renzaburo pour Mibu Gishi Den (壬生義士伝).
- 2006 - 1er prix Chūōkōron pour Ohara meshi mase (お腹召しませ) et 10e prix Ryōtarō Shiba.

## Source de la traduction
- (en) Cet article est partiellement ou en totalité issu de l’article de Wikipédia en anglais intitulé « Jirō Asada » (voir la liste des auteurs).